# Isoetes boryana
Espèce
Statut de conservation UICN

 EN B1ab(i,ii,iii,iv,v) : En danger
Isoetes boryana, l'Isoète de Bory, , est une espèce de plantes faisant partie du genre Isoetes et de la famille des Isoetaceae. C'est une plante herbacée trouvée uniquement dans le Sud-Ouest de la France. Elle existait en Espagne, mais elle y est maintenant éteinte.

## Présentation
L'Isoète de Bory est une plante discrète, une « touffe d'herbe » aquatique, qui pousse sur « le sol sablonneux et humide des lacs ». Au plan mondial, il n'en resterait plus qu'un millier d'individus situés dans le Sud-Ouest de la France, dans deux derniers sites que sont l'étang de Biscarosse et l'étang de Cazaux et de Sanguinet, dans les Landes de Gascogne. Sa quasi-disparition a des causes multifactorielles : « pollution, réchauffement, eutrophisation, qualité des eaux et surtout le piétinement et l'arrachage ».

## Statut de protection
Cette espèce est considérée comme en danger par l'Union internationale pour la conservation de la nature (UICN). Elle est inscrite sur la liste des espèces végétales protégées sur l'ensemble du territoire français métropolitain en Annexe 1.